# Jan Ziemianin
Jan Ziemianin (ur. 19 maja 1962 w Mszanie Dolnej) – biathlonista polski, brązowy medalista mistrzostw świata.

## Kariera
W zawodach Pucharu Świata zadebiutował 8 stycznia 1987 roku w Borowcu, zajmując 29. miejsce w biegu indywidualnym. Pierwsze pucharowe punkty (do sezonu 2000/2001 punktowało jedynie 25. najlepszych zawodników) zdobył 9 lutego 1991 roku w Lahti, kiedy zajął 25. miejsce w sprincie. Nigdy nie stanął na podium indywidualnych zawodów tego cyklu, najwyższą lokatę wywalczył 4 marca 1993 roku w Lillehammer, kończąc rywalizację w biegu indywidualnym na jedenastej pozycji.
Reprezentował w ciągu kariery barwy trzech klubów – SKS Turbacz Mszana Dolna (1984-1989), NGKS Dynamit Chorzów (1990-1993) i WKS Zakopane (1994-1999). Uczestniczył w ZIO 1992, ZIO 1994 i ZIO 1998, podczas ostatniej z tych imprez był chorążym polskiej reprezentacji. Największym sukcesem na arenie międzynarodowej był brązowy medal w drużynie na mistrzostwach świata w Osrblie w 1997 roku, wraz z Tomaszem Sikorą, Wojciechem Kozubem i Wiesławem Ziemianinem (młodszym bratem). Był też między innymi piąty w tej samej konkurencji na mistrzostwach świata w Pokljuce/Hochfilzen rok później. Ponadto podczas mistrzostw Europy w Kontiolahti w 1994 roku wywalczył srebrny medal w sztafecie.
Zdobywał medale mistrzostw Polski, zarówno indywidualnie jak i w drużynie.
Zakończył karierę zawodniczą po sezonie 1998/1999. Obecnie jest trenerem w klubie AZS AWF Katowice.
Jest żołnierzem zawodowym Wojska Polskiego w stopniu starszego sierżanta.

## Osiągnięcia

### Igrzyska olimpijskie
| Rok  | Miejscowość | Konkurencje | Konkurencje | Konkurencje | Konkurencje | Konkurencje | Konkurencje | Konkurencje |
| Rok  | Miejscowość | IN          | SP          | PU          | MS          | RL          | MR          | SR          |
| ---- | ----------- | ----------- | ----------- | ----------- | ----------- | ----------- | ----------- | ----------- |
| 1992 | Albertville | 32.         | 29.         | nd.         | nd.         | 9.          | nd.         | –           |
| 1994 | Lillehammer | 39.         | 27.         | nd.         | nd.         | 8.          | nd.         | –           |
| 1998 | Nagano      | –           | –           | nd.         | nd.         | 5.          | nd.         | –           |

### Mistrzostwa świata
| Rok  | Miejscowość         | Konkurencje | Konkurencje | Konkurencje | Konkurencje | Konkurencje | Konkurencje | Konkurencje |
| Rok  | Miejscowość         | IN          | SP          | PU          | MS          | RL          | MR          | SR          |
| ---- | ------------------- | ----------- | ----------- | ----------- | ----------- | ----------- | ----------- | ----------- |
| 1989 | Feistritz           | 42.         | 26.         | nd.         | nd.         | 14.         | nd.         | –           |
| 1991 | Lahti               | 25.         | 25.         | nd.         | nd.         | 8.          | nd.         | –           |
| 1993 | Borowec             | 44.         | 17.         | nd.         | nd.         | 10.         | nd.         | –           |
| 1995 | Anterselva          | 31.         | 57.         | nd.         | nd.         | 7.          | nd.         | –           |
| 1996 | Ruhpolding          | 72.         | 47.         | nd.         | nd.         | 7.          | nd.         | –           |
| 1997 | Osrblie             | 46.         | 55.         | –           | nd.         | 6.          | nd.         | –           |
| 1998 | Pokljuka/Hochfilzen | nd.         | nd.         | –           | nd.         | nd.         | nd.         | –           |

| Rok  | Miejscowość | Bieg drużynowy |
| ---- | ----------- | -------------- |
| 1993 | Borowec     | 10.            |
| 1995 | Anterselva  | 18.            |
| 1996 | Ruhpolding  | ?              |
| 1997 | Osrblie     | 3.             |
| 1998 | Hochfilzen  | 5.             |

### Puchar Świata

#### Miejsca w klasyfikacji generalnej
| Sezon     | Miejsce |
| --------- | ------- |
| 1986/1987 | -       |
| 1988/1989 | -       |
| 1989/1990 | -       |
| 1990/1991 | ?       |
| 1991/1992 | -       |
| 1992/1993 | ?       |
| 1993/1994 | -       |
| 1994/1995 | -       |
| 1995/1996 | -       |
| 1996/1997 | 74.     |
| 1997/1998 | -       |
| 1998/1999 | -       |

#### Miejsca na podium w zawodach
J. Ziemianin nigdy nie stanął na podium indywidualnych zawodów PŚ.